# Luci Juni Arulè Rústic
Luci Juni Arulè Rústic (en llatí Lucius Junius Arulenus Rusticus) conegut generalment com a Arulè Rústic o com a Juni Rústic, va ser un magistrat romà del segle i. Formava part de la gens Júnia.
Era amic i deixeble de Trasea Pet i admirador de la filosofia estoica. Va ser tribú de la plebs el 66 any en què el senat va condemnar a mort Trasea, i va voler vetar el senatusconsultum que el condemnava, però el mateix Trasea li va impedir, ja que hauria suposat que jutgessin a Arulè sense que li pogués salvar la vida.
Va ser pretor el 69, l'any dels quatre emperadors, després de la mort de Neró. Més tard va ser executat per orde de Domicià per haver escrit un panegíric de Trasea. Suetoni li atribueix també un panegíric sobre Helvidi Prisc, però probablement no era de Juni Rústic.